# Kermajärvi

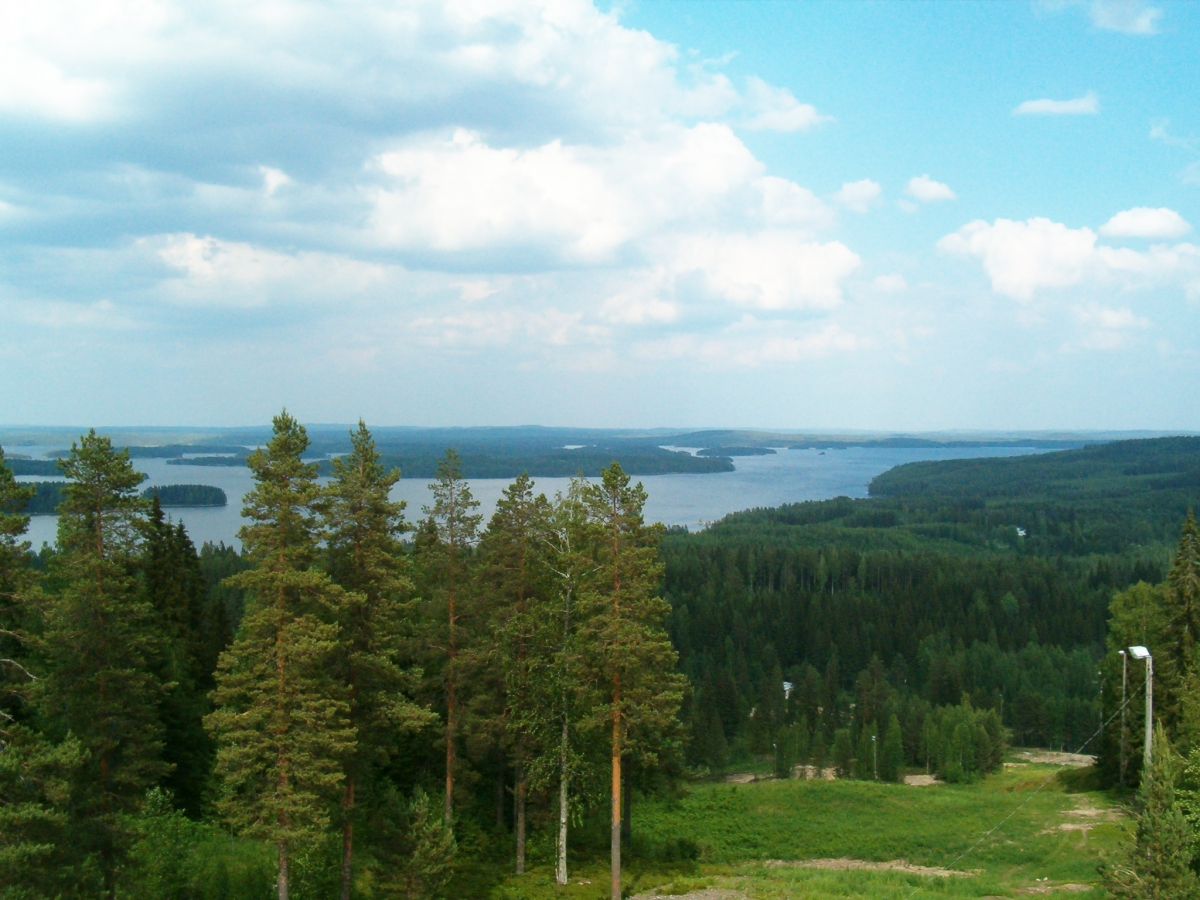
Kermajärvi

Kermajärvi is een meer in Heinävesi, Finland, regio Etelä-Savo, met een oppervlakte van 85,57 km². Daarvan is 62 km² een Natura 2000 gebied.